# Мері Турелл Седерберґ
Мері Турелл Седерберґ (дан. Marie Tourell Søderberg) — данська акторка та письменниця. Насамперед відома завдяки ролі Інге в телесеріалі «1864». 27 вересня 2016 року опублікувала свою дебютну книгу під назвою «Хюґе: Данське мистецтво знаходити щастя» (англ. Hygge. The Danish Art of Happiness).

## Біографія
Народилася 26 липня 1988 року в Копенгагені, Данія. Своє дитинство провела у таких столичних районах як Редовре та Вальбю. 2007 року закінчила гімназію Святої Анни та вступила до Національної данської школи акторського мистецтва, яку закінчила 2012 року. Також навчалася в нью-йоркському Інституті театру і кіно імені Лі Страсберга.
Дебютувала як акторка 2003 року, з'явившись у короткометражному фільмі «Øje-blink». 2010 року озвучувала Алісу для данського прокату фільму «Аліса в Країні Чудес». 2014 року виконала роль Інге в данському телесеріалі «1864», який зображує події дансько-пруської війни. 2015 року стала номінантом кінопремії Роберта у категорії «Найкраща акторка головної ролі».
2016 року світ побачила її дебютна книга — «Хюґе: Данське мистецтво знаходити щастя».

## Переклади українською
- Мері Турелл Седерберґ. «Хюґе: Данське мистецтво знаходити щастя». — К. : BookChef, 2017. — 224 с. — ISBN 978-617-7347-82-7.